# Коротаев, Сергей Геннадиевич
 Сергей Геннадиевич Коротаев (род. 2 декабря 1960, Ярославль, СССР) — советский пловец. Чемпион СССР в плавании баттерфляем. Мастер спорта СССР международного класса (1982).

## Биография
Специализировался в плавании баттерфляем. Воспитанник московской ДЮСШ плавания «Трудовых резервов», ученик В. И. Кусакина, И. В. Мартынова и Ю. В. Уголькова.
Бронзовый призёр чемпионата СССР 1978 года и Спартакиады народов СССР (1979) на дистанции 200 м баттерфляем. В 1981 году стал серебряным призёром чемпионата страны (200 м баттерфляем) и бронзовым призёром (100 м баттерфляем). 
В 1978 году стал бронзовым призёром чемпионата СССР в эстафете 4х100 м вольным стилем и серебряным призёром в комбинированной эстафете. В 1981 году был бронзовым призёром в комбинированной эстафете.
Чемпион СССР 1982 года на дистанции 200 м баттерфляем. В 1983 году стал вице-чемпионом страны на этой же дистанции.
Участник чемпионата мира 1978 года и Кубка мира 1979 года.
Окончил ГЦОЛИФК и Высшую школу КГБ. Работал генеральным директором спортивного клуба «Динамо» по плаванию и Центра спортивной подготовки МГО ВФСО «Динамо».